# M01 (Oekraïne)
De M01 is een hoofdweg in Oekraïne, die loopt van Kiev via Tsjernihiv naar de Wit-Russische grens net ten zuiden van de stad Homel. In Wit-Rusland loopt de weg als M8 verder naar Homel en Minsk. De M01 is 206 kilometer lang.
De M01 is in zijn geheel onderdeel van de E95, de route tussen Sint-Petersburg in Rusland en Merzifon in Turkije. Daarnaast is de weg tussen Kiev en Kipti ook onderdeel van de E101 tussen Moskou en Kiev.

## Route
De M01 begint in de Oekraïense hoofdstad Kiev. De weg begint in het centrum, en steekt de rivier de Dnjepr over samen met een metrolijn. Na de brug verbreedt de weg zich tot een zesstrooks hoofdweg. Veel kruisingen zijn ongelijkvloers gemaakt. Rondom de voorstad Brovary is een ringweg aangelegd, die is uitgevoerd als een autosnelweg met 2x2 rijstroken. Hier takt ook de N07 af richting Soemy. Na de stad buigt de weg af richting het noorden, en gaat verder als een vierstrooks hoofdweg. Bij het dorp Kipti slaat de M02 af richting Moskou.
Rond de grote stad Tsjernihiv is een 32 kilometer lange rondweg aangelegd, met ongelijkvloerse kruisingen en 2x2 rijstroken. Op 62 kilometer ten noorden van Tsjernihiv passeert de stad de Wit-Russische grens bij het grensstadje Dobrjanka. Hier gaat de weg over in de Wit-Russische M8 naar Homel.

## Geschiedenis
In de tijd van de Sovjet-Unie was de M10 onderdeel van de Russische M20. Deze weg liep van Sint-Petersburg naar Kiev en Odessa. Na de val van de Sovjet-Unie in 1991 en de daaropvolgende onafhankelijkheid van Oekraïne werden de hoofdwegen omgenummerd om een logische nationale nummering te krijgen. De M20 kreeg ten noorden van Kiev het nummer M01 en ten zuiden van de stad het nummer M05.
M01 ·
M02 ·
M03 ·
M04 ·
M05 ·
M06 ·
M07 ·
M08 ·
M09 ·
M10 ·
M11 ·
M12 ·
M13 ·
M14 ·
M15 ·
M16 ·
M17 ·
M18 ·
M19 ·
M20 ·
M21 ·
M22 ·
M23 ·
M24 ·
M25 ·
M26 ·
M27 ·
M28 ·
M29 ·
M30
N01 ·
N02 ·
N03 ·
N04 ·
N05 ·
N06 ·
N07 ·
N08 ·
N09 ·
N10 ·
N11 ·
N12 ·
N13 ·
N14 ·
N15 ·
N16 ·
N17 ·
N18 ·
N19 ·
N20 ·
N21 ·
N22 ·
N23 ·
N24 ·
N25 ·
N26 ·
N27 ·
N28 ·
N30 ·
N31 ·
N32 ·
N33